# Daïra de Aïn Bessem
 (avril 2024).
Si vous disposez d'ouvrages ou d'articles de référence ou si vous connaissez des sites web de qualité traitant du thème abordé ici, merci de compléter l'article en donnant les références utiles à sa vérifiabilité et en les liant à la section « Notes et références ».
La daïra de Aïn Bessem est une circonscription administrative algérienne située dans la wilaya de Bouira. Son chef-lieu est situé sur la commune éponyme d'Aïn Bessem.
Elle couvre une superficie totale de 126 km2 et s'étend sur une surface de 7,6 km2. 

## Statut
Aïn Bessem était une commune initialement rattachée à la wilaya de Titteri, relevant de la Daïra de Sour-El-Ghozlane. Elle accède au rang de Daïra de la nouvelle wilaya de Bouira, statut reconnu officiellement à partir du 10 novembre 1974. Expressément, la nouvelle organisation administration locale fut installée dans des bureaux aménagés dans l’ancienne gare ferroviaire d’Ain-Bessem, au nord de la Ville. Elle faisait partie du domaine foncier du Centre d'Enseignement Agricole (C.E.A), relevant du Ministère de l’agriculture.
Elle regroupe dans sa circonscription territoriale régionale six communes et trois délégations communales : Ain-Bessem, Ain Laloui (délégation communale), Souk-El-Khemiss (délégation communale), Bir-Ghbalou, Raouraoua, Khabouzia, El Hachimia, Oued Berdi (délégation communale) et Ain-Hadjar (délégation communale).
La promulgation de la loi no 84-09 du 4 février 1984 porte sur la réorganisation du territoire algérien, augmentant le nombre de wilayas de trente et une à quarante-huit et le nombre de communes à mille cinq cent quarante. Elle fait perdre à la Daïra plusieurs territoires communaux à la suite de l'affectation avec statuts de Daïras de trois de ses Communes : Bir-Ghbalou, El-Hachimia et une délégation communale : Souk-El-Khemiss. Dans le même temps, la commune de Khabouzia est affectée à la nouvelle Daïra de Bir-Ghbalou et Oued Berdi à la Daïra d'El-Hachimia. En parallèle, cette loi permet de faire accéder aux statuts de commune trois délégation communales (Ain-Laloui, Oued Berdi et Ain-Hadjar). La Daïra d'Ain-Bessem compte donc depuis 1984 trois communes (Ain-Bessem, Ain Laloui et Ain-Hadjar ) et s'étend sur une superficie totale de 580 km2.

## Relief
La plaine des Arribs est une étendue de terres arables, en majorité des sols du type brun-méditerranéens. Chaque région, possède un relief plus ou moins marqué, de petites collines au sud et à l’est de la ville (Nouadhir à 536 m, Manaâ à 768 m et El-Maâchia à 535 m), les sommets de Sidi Attaf (747 - 810 m) et les monts d'El-Khmiss (935 m), et au Nord le mont de Nouadhir (656 m) et le mont de Manaâ (735 m).

## Hydrographie
La daïra est située sur la ligne de partage des eaux du bassin versant des monts de Dirah, déversées dans l'Oued Lakhal (long de 165 km de Sour-Ghozlane à Bejaia). En 1985, la construction du barrage Lakhel d'une capacité de 30 Hm3, fit réduire considérablement les conditions diverses du régime de l'Oued Lakhel[évasif], la composition de ses eaux et reste l'origine de ses troubles. La construction d'un autre barrage à Tilsdit, d'une capacité de 165 Hm2, vient d'effacer presque à jamais l'Oued Lakhal.
Les régions de Mettenane et Ain-Chalala (Kraimia) appartiennent aux bassins des monts de Z'barbar et sont drainées par l'Oued El-Khmiss, qui traverse la commune d'Ain-Hadjar et se jette dans l'Oued Lakehel.

### Alimentation en eau
Les plus grandes réserves d'eau sont situées dans la région des Arribs. L'eau issue des barrage est destinée exclusivement depuis 2013 à l’irrigation à la suite de l’adduction de l’A.E.P d'Ain-Bessem et Ain Laloui.
Le réseau de distribution de l’Algérienne des Eaux achemine également l’eau potable à partir du Barrage de Koudiat Asserdoun, d'une capacité de 658 Hm3.
De nombreuses nappes d'eau souterraines, présentes dans le sous-sol, fournissent par puits ou par forage de l'eau aux habitants.

## Géologie
En 1976, lors de l’étude pour la réalisation du Barrage Lakhal, le bureau Bulgare, chargé de l’étude du projet après des forages et des puits dans plusieurs zones, a supposé une composition de strates en cuvettes concentriques, mais avec des objets complexes comme des failles.
Les formations du relief se situent dans les couches du Paléogène (ère tertiaire) et ont été apprêtées par l’érosion, ce qui fait que la plaine tout entière est constituée d'alluvions des Oueds.
Les plus anciens dépôts sont des sables et des argiles si on tient compte du point pédologique des types de sols existants dont les moins fertiles se situent dans la région de Raouraoua, des sols extrêmement lourds et compacts.
Les sols se trouvant dans la région de Sidi Khaled sont sableux, secs et très drainants. Ils sont peu aptes à transporter l'eau depuis les couches profondes par capillarité. En parallèle, les forages exécutés confirment que le sous-sol de la plaine des Arribs se caractérise par la présence de nombreuses carrières de calcaire de schiste et de gypse.

## Climat
Le climat de la région des Arribs est souvent tempéré, chaud en été, influencé par les vents, comme le Sirocco, soufflants du Sahara.
Les vents du Sud et les vents de l'Est font effet de barrière climatique et provoquent des différences significatives de température et de quantité de pluie. L'influence du climat méditerranéen est plus marquée au printemps et en automne. Les étés sont plus chauds et les hivers sont souvent très froids. 
Lorsque le vent chaud du Sud souffle vers le Nord, il provoque un temps maussade, avec un vent brulant et un temps sec et chaud sur les monts d'El-Khmiss. Quand au contraire le vent froid du Nord souffle vers le Sud, il provoque un temps pluvieux et froid. Souvent, les vents de l'Est provoquent des chutes de température et une impression de froid accentuée par le souffle des rafales qui peuvent atteindre 80 km/h.

### Températures
Les quatre saisons sont peu marquées, avec une différence d'environ unité 42 °C entre la température moyenne des mois les plus chauds (mi-juin, juillet et août ) et 6 °C les mois les plus froids (décembre, janvier et mi-février ).
Dans les basses terres, telles que la plaine de Hamza, occupée entièrement par un périmètre irrigué de 2 300 ha (altitude de 647 - 415 m) la température dépasse 40 °C durant certains jours les plus chauds de l'été - de juin à août - et descend en dessous de 0 °C certains jours de la période d'hiver - de décembre à mars.
Au-dessus de 1 000 m (monts d'Ouled Brahim), la neige subsiste pendant presque une semaine et durant cette période la température monte rarement au-dessus de 15 °C. 

## Agriculture
C'est zone agricole partagée géographiquement en deux régions distinctes. L'une à l'Ouest, relevant de la Kabylie, s'étend de Ain-Hadjar jusqu'à Sidi Khalifa. L'autre, à l'Est, rattachée à la plaine des Arribs, englobe les villes de Bir-Ghbalou, Raouraoua, Beni Slimane et El-Azizia.
La plaine des Arribs est d'une forme ovoïde. Un espace agricole estimé à plus de 76 500 ha, caractérisée par une surface topographique plane, avec des pentes relativement faibles. Elle se trouve à moyenne altitude de moins 525 m du côté de la Commune d'Ain-Bessem et à moins de 415 m en basse altitude dans la commune de Bir-Ghbalou. Cette grande surface à sols fertiles de types bruns-méditerranéens, des vertisols et des terrains sablo-limoneux (aux temps du colonialisme utilisées aux vignobles et font dériver le meilleur vin de France en 1956 - Médaille d'or et 1957 médaillé d’argent) s’étendent[incompréhensible] des territoires de la Daira d’Ain-Bessem (Ain-Bessem, Ain-Hadjar et Ain Laloui), traversant la Daira de Bir-Ghbalou (Bir-Ghbalou, Khabouzia et Raouraoua) jusqu’à la Daira de Bezni Slimane (Guelb–El-Kebir, Beni Slimane et Sidi Naâmane). En somme, de la superficie totale de la plaine des Arribs, la Daira d’Ain-Bessem compte plus 27 000 ha (Ain Laloui et Ain-Hadjar inclus).

## Administration
La daïra compte trois communes : Aïn Bessem, Ain-Hadjar et Ain Laloui, placées officiellement sous l’autorité du chef de la Daira, mais dirigées administrativement par les Présidents d’APC ou Maires. En réalité, le chef de la Daira dispose du pouvoir le plus étendu et dirige les Assemblées Communales du fait de la présence d’élus de différents mouvements politiques.

## Zone agricole
De 2000 à 2013, la Daïra a réalisé plus de 1 620 logements, dont 150 ont été affectés à Ain-Hadjar et 120 à Ain Laloui.
Du point de vue conception des surfaces habitables, chaque bénéficiaire possède en moyenne 100 m2 de logement et bâtiment, et 350 m2 de terrain.
Dans le cadre de l'auto-construction (Projet national) qui vise en priorité le désenclavement des régions isolées, par la construction des habitations dans n’importe quel point situé sur le territoire de la Daïra – Un projet de grande envergure, destiné à créer une nouvelle géographie de proximité dans les campagnes, à travers l’ouverture de plusieurs pistes de campagne et des routes goudronnées. En somme, l’autorisation de construction d’un logement rural se fait suivant un dossier simple, déposé au niveau de la Daïra d'Ain-Bessem, la commission chargée de l’examen du dossier, dans son cadre dit « triage » ou 1re phase, consiste à consulter les dossiers pour connaitre uniquement la nature du foncier. Ensuite, l’intéressé entame la construction, généralement suivi par les services techniques jusqu’à son achèvement où les subventions sont données par tranche afin de mieux maitriser la concrétisation du projet de construction du logement. Les statistiques révèlent que la Daïra d’Ain-Bessem avait inscrit 2 480 logements ruraux dont presque 2/3 sont déjà réalisés, soit 1 240 logements (type 3 pièces, salon, cuisine et les sanitaires) sont déjà habités – Ce projet vise en priorité la réintégration des populations en milieu rural. Et comme le taux de démographie s’accélère, le nombre de ménages s'était accru de 30 % dans le même temps pour faire augmenter le nombre de demandes d'emploi et de logements.
Les habitants de la Daïra d'Ain-Bessem forment une population jeune à 78 %, ce qui conduit à dire que les jeunes générations ont une tendance progressive à la fondation de foyers et manifestent entre autres dans une telle situation intolérable la revendication des choses nécessaires à la vie et qui manquent en permanence. Donc, cette demande de bon avis parait nécessaire dans le cadre de la Constitution algérienne qui prévoit l'attribution de logements aux jeunes pousse les autorités régionales par application des dispositions légales constitutionnelles de chercher des solutions pratiques à combler ces espérances. 
L'agglomération d'Ain-Bessem, c'est-à-dire le continuum bâti, formé par les quinze quartiers, ainsi que les lotissements situés à la périphérie, n'a pas suffi à combler les demandes de logements d'une population de plus de 43 000 habitants. Ces projets exigent donc, l'utilisation des espaces agricoles limitrophes des ZHUN (Zone d’urbanisation) pour servir d'assiettes publiques aux nouveaux projets de construction urbaine, ce qui a provoqué une artificialisation des milieux agricoles. 
La Daïra d'Ain-Bessem dispose d'un réseau routier suffisant à couvrir la circulation par sa longueur estimée à plus de 452 km dont 85 % de routes goudronnées. Les chemins vicinaux sont ouverts par l'Office des forêts. Dans le cadre de l'approvisionnement en eau, les services des eaux (Algérienne des Eaux) distribuent en moyenne deux millions de m3 d’eau par an, prélevés initialement du barrage Lakhel jusqu’en 2013 pour ensuite le faire transférer vers les projets Koudiat Asserdoun ( Projet A.E.P., destiné à desservir quatre Wilaya : Bouira , Médéa , Tizi Ou-zou et M'sila ).
L'organisation administrative de la Daïra se compose comme suit :
- Ain-Bessem : Daïra et première ville, la plus peuplée avec 42 550 habitants. Elle se trouve au centre de la circonscription sous-départementale à moins de 4 km du barrage Lakehel. C’est le chef-lieu de la Daïra et principale ville économique et le principal marché financier de la région.
- Ain Laloui : Deuxième ville de la Daïra avec 12 000 habitants, se trouve à l'ouest de la Daïra d'Ain-Bessem. L'agglomération s'est développée pour passer d'un bourg colonial au statut de Commune mais freiné par la tendance de ses terres entièrement agricoles et interdites à tout projet de construction
- Ain-Hadjar : Troisième ville avec 13 187 habitants, se trouve à moins de sept kilomètres d’An Laloui. L'agglomération se développe également d'une année à une autre. Elle est traversée par l'oued El-Thémis.